# Línia 8 de Metrovalència
 La línia 8 de Metrovalència és la més curta de totes, i és del tot el tram tramviari de l'originària línia 5. Aquest tram està en funcionament, encara que amb altres denominacions, des que el 2 d'abril de 2007 va entrar en servei l'estació de Marítim, una estació intermodal dissenyada per a unir la llavors línia 5 amb el tramvia al port, tramvia que es va inaugurar el 16 d'abril de 2007 entre les estacions de Marítim i Neptú.